# Lijst van vlaggen van Indiase deelgebieden
Dit artikel bevat een lijst van vlaggen van Indiase deelgebieden. India is ingedeeld in 28 deelstaten, het Nationaal Hoofdstedelijk Territorium en zeven unieterritoria. Momenteel heeft geen enkele Indiase staat en geen enkel Indiaas territorium een officiële vlag. Wanneer een onderscheidend vaandel nodig is om een staat of uniegebied te vertegenwoordigen, wordt het embleem van de staat of het uniegebied meestal op een wit veld weergegeven.

## Vlaggen van staten

Andhra Pradesh: Vlag
Arunachal Pradesh: Vlag
Assam: Vlag
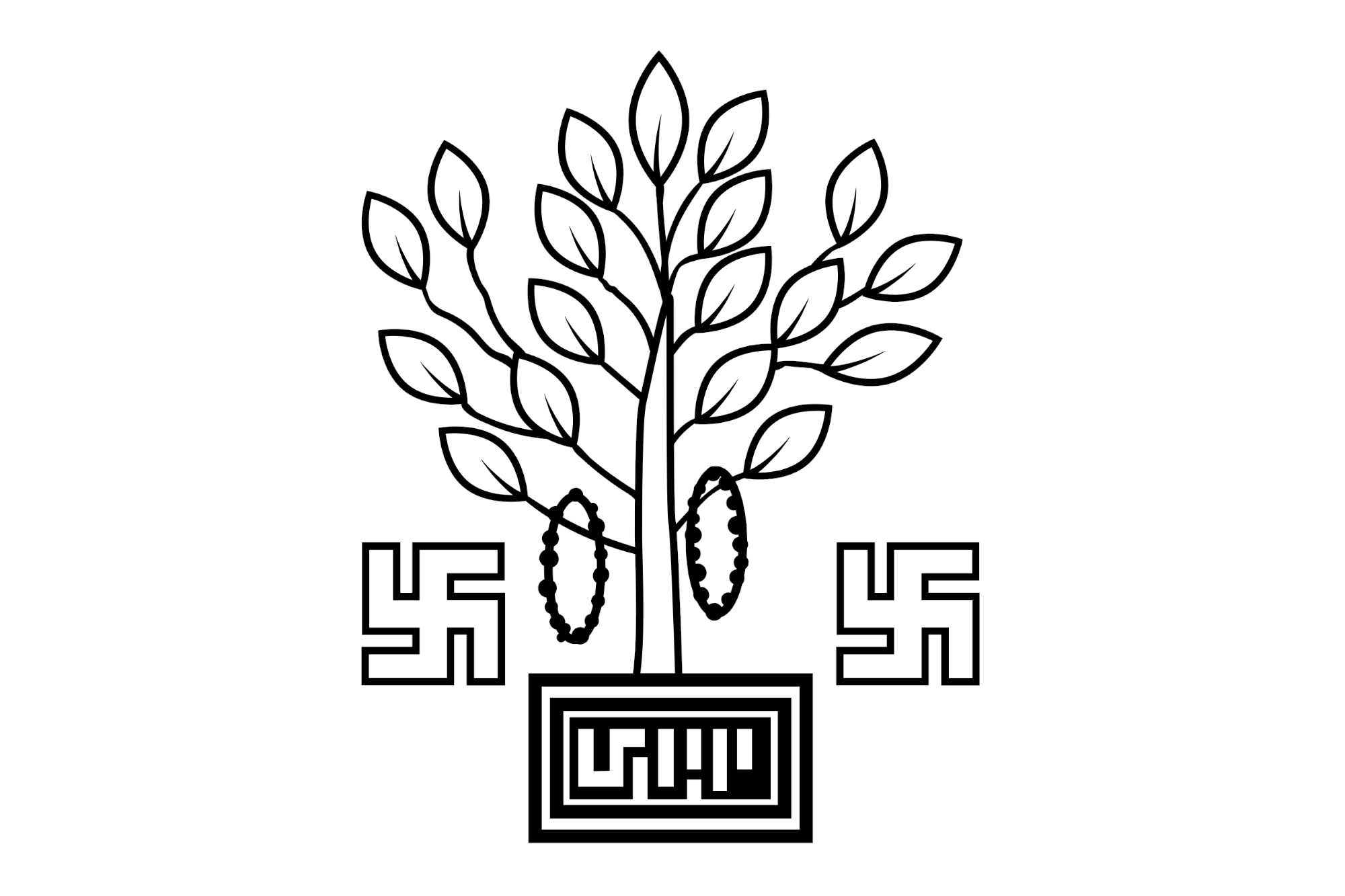
Bihar: Vlag
Chhattisgarh: Vlag
Goa: Vlag
Gujarat: Vlag
Haryana: Vlag
Himachal Pradesh: Vlag
Jharkhand: Vlag
Karnataka: Vlag
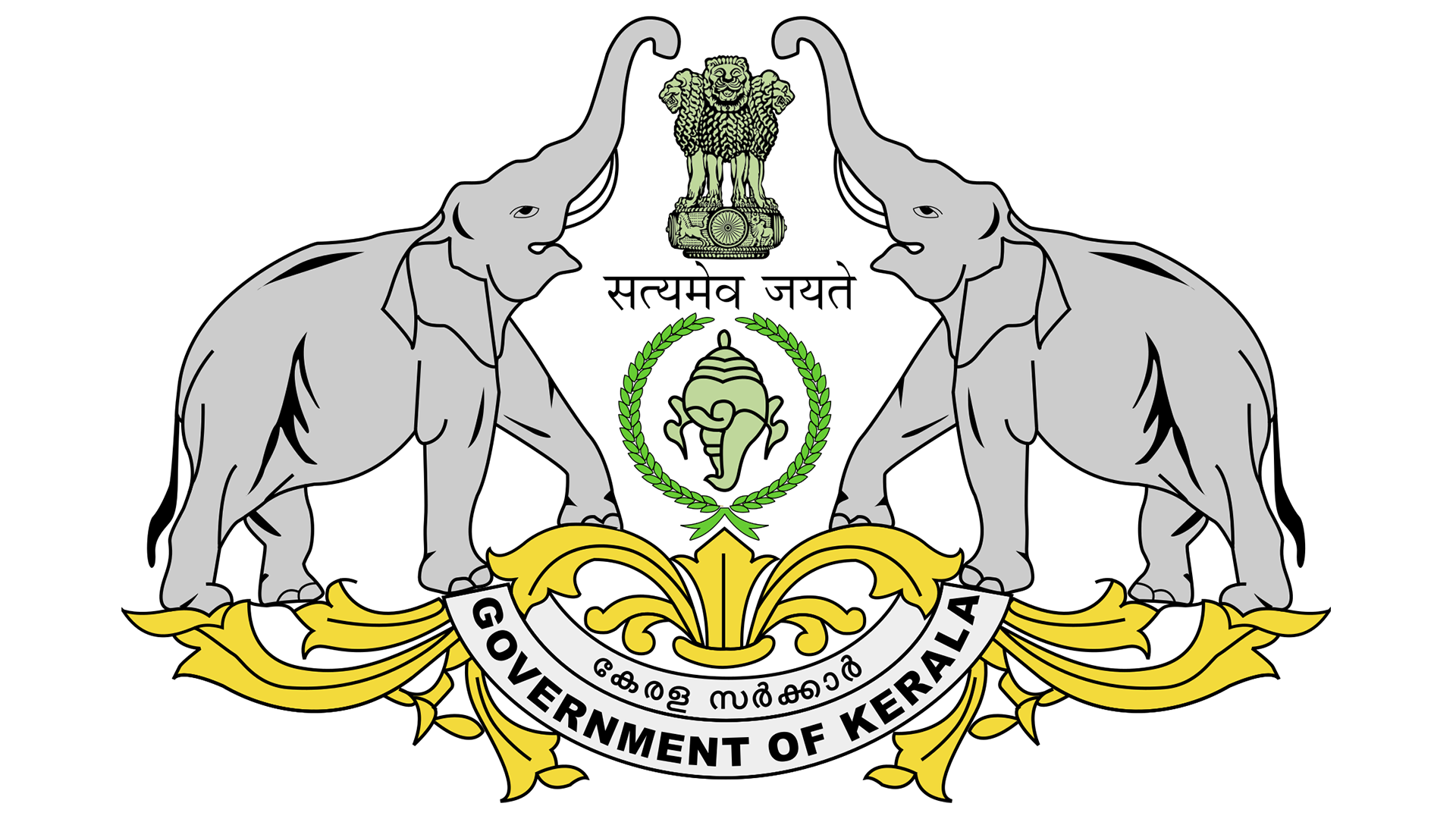
Kerala: Vlag
Madhya Pradesh: Vlag
Maharashtra: Vlag
Manipur: Vlag
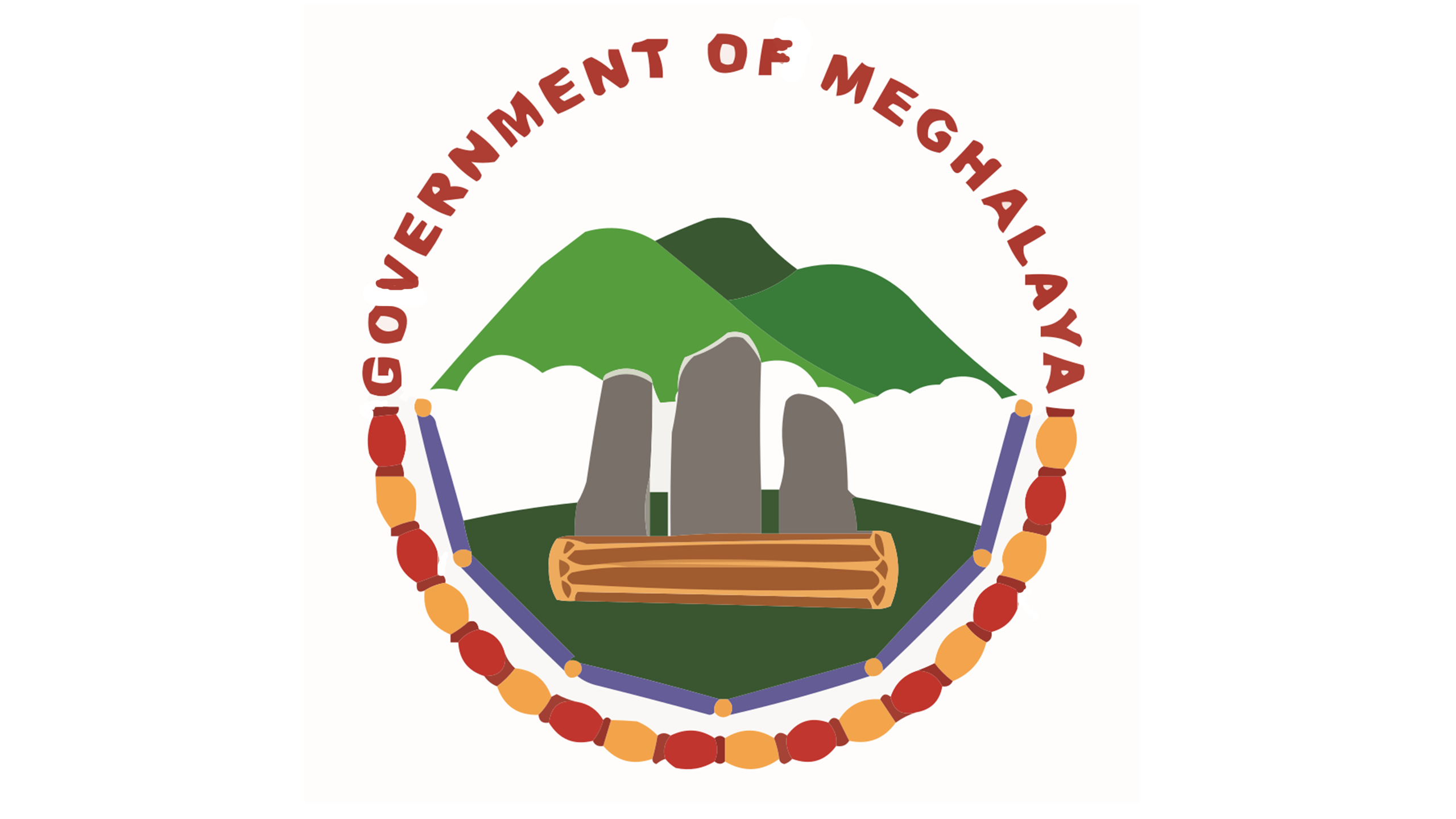
Meghalaya: Vlag
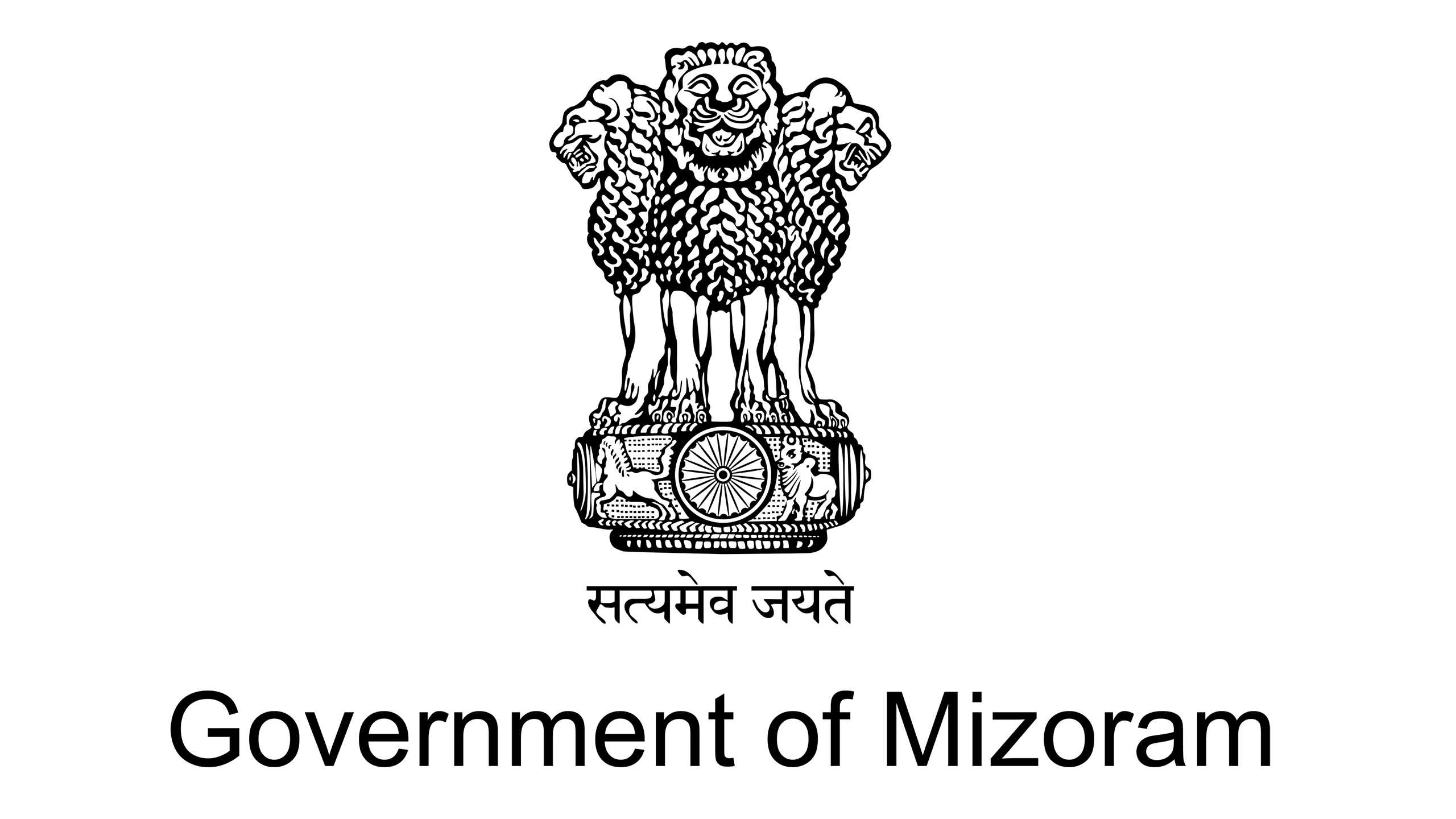
Mizoram: Vlag
Nagaland: Vlag
Orissa: Vlag
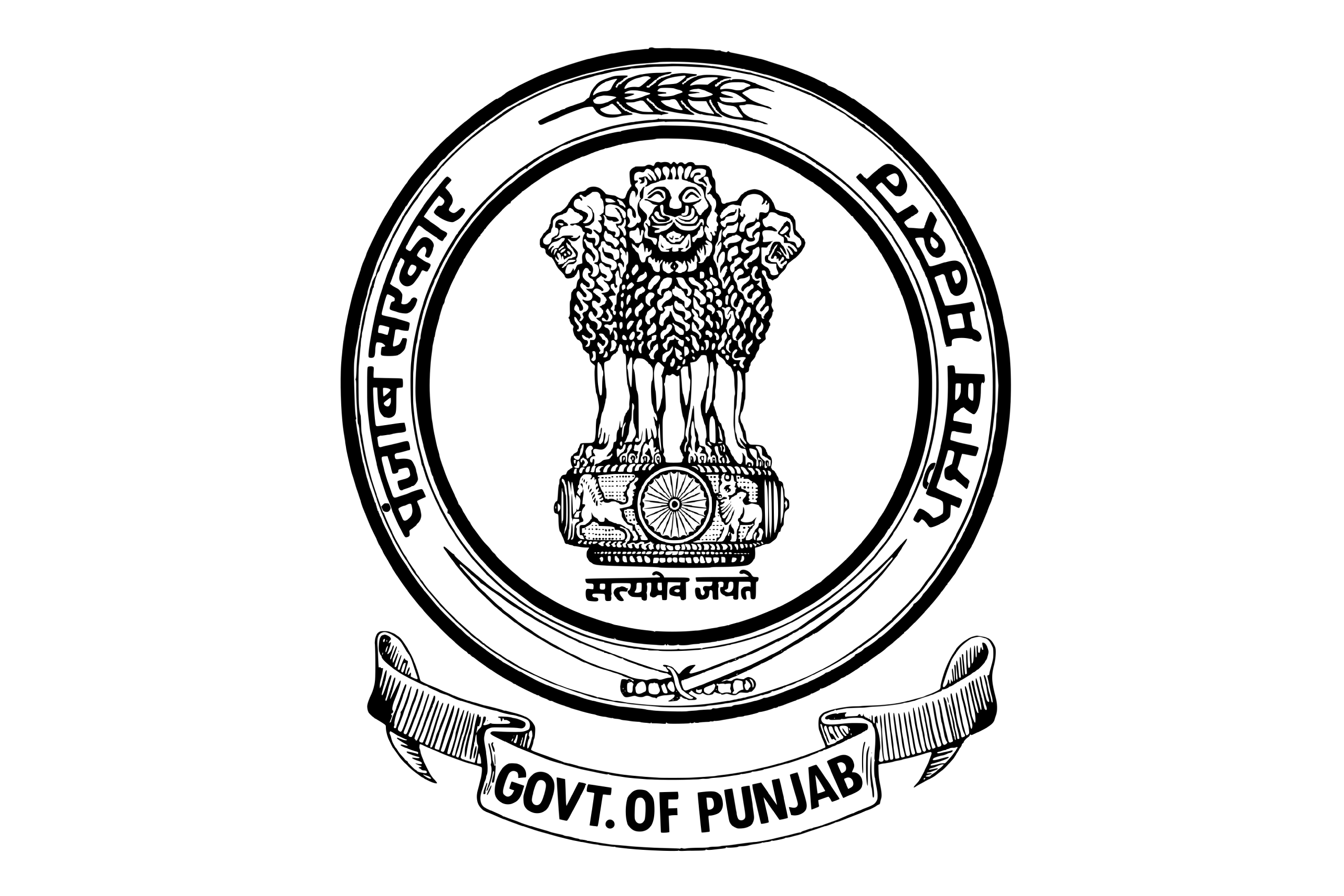
Punjab: Vlag
Rajasthan: Vlag
Sikkim: Vlag
Tamil Nadu: Vlag
Telangana: Vlag
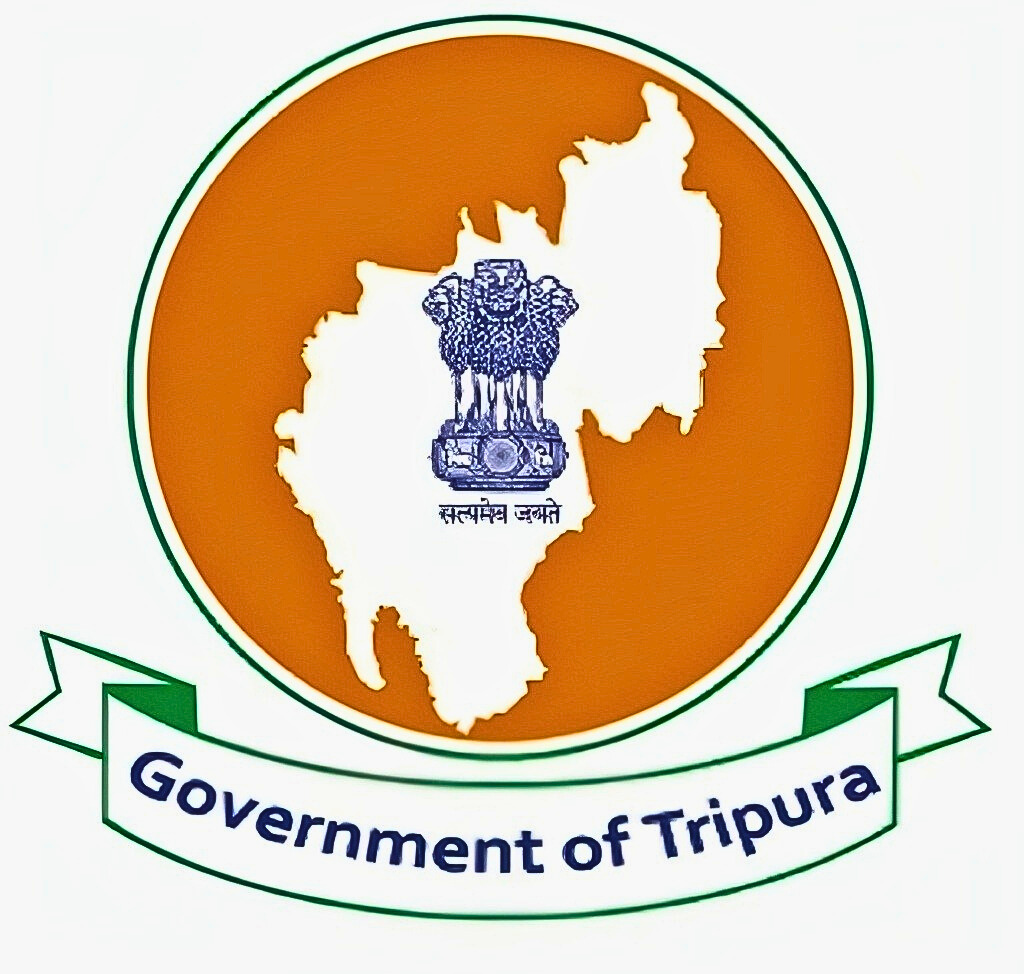
Tripura: Vlag
Uttar Pradesh: Vlag
Uttarakhand: Vlag
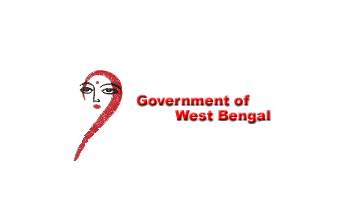
West-Bengalen: Vlag

## Vlaggen van het Nationaal Hoofdstedelijk Territorium

Delhi: Vlag

## Vlaggen van unieterritoria

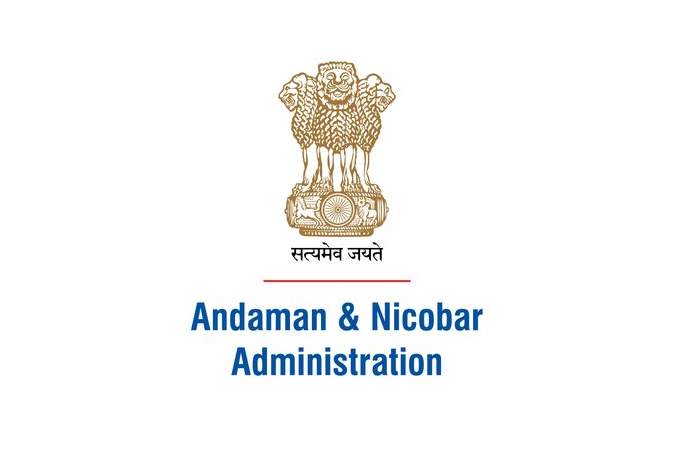
Andamanen en Nicobaren: Vlag
Chandigarh: Vlag
Dadra en Nagar Haveli en Daman en Diu: Vlag
Jammu en Kasjmir: Vlag
Ladakh: Vlag
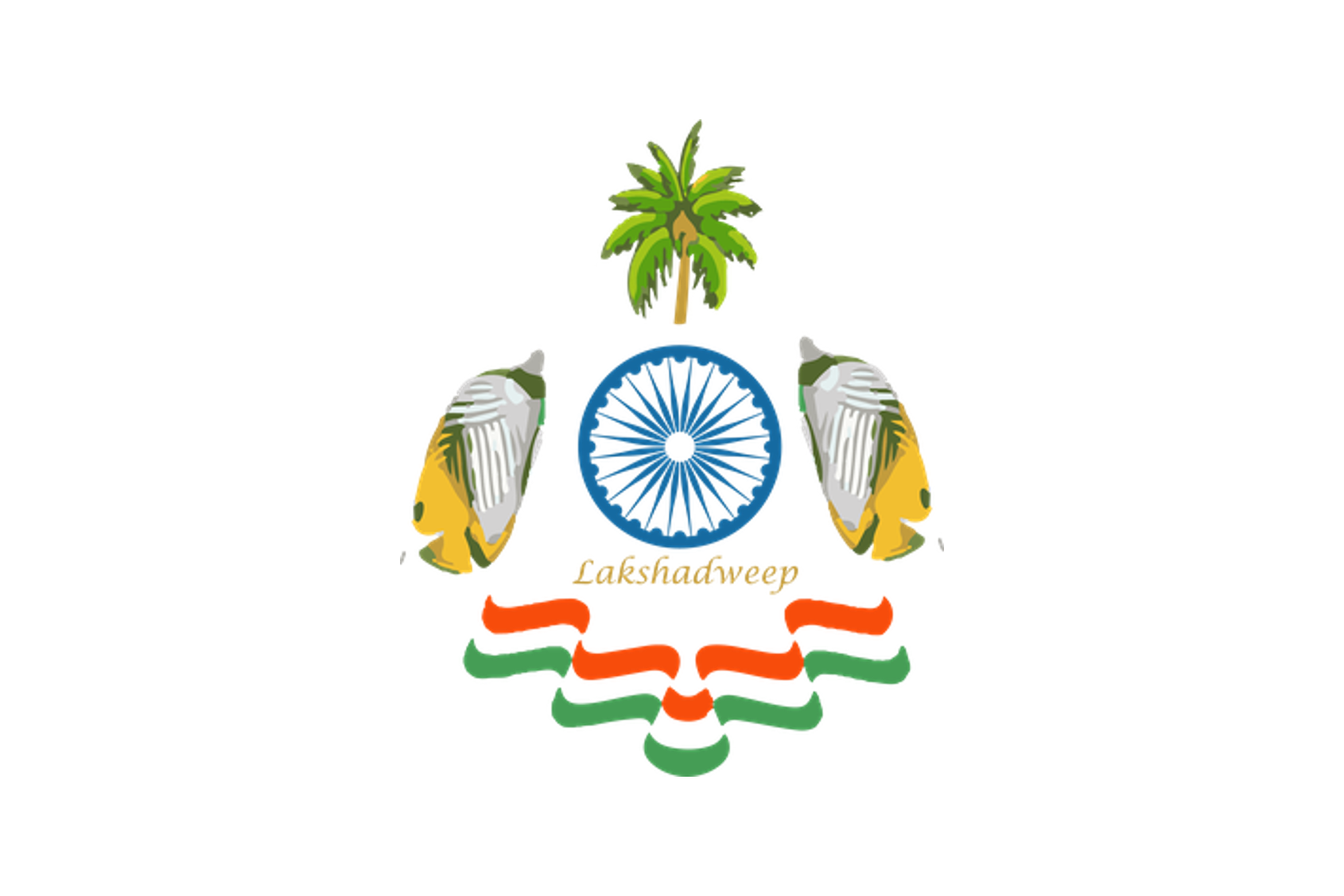
Laccadiven: Vlag
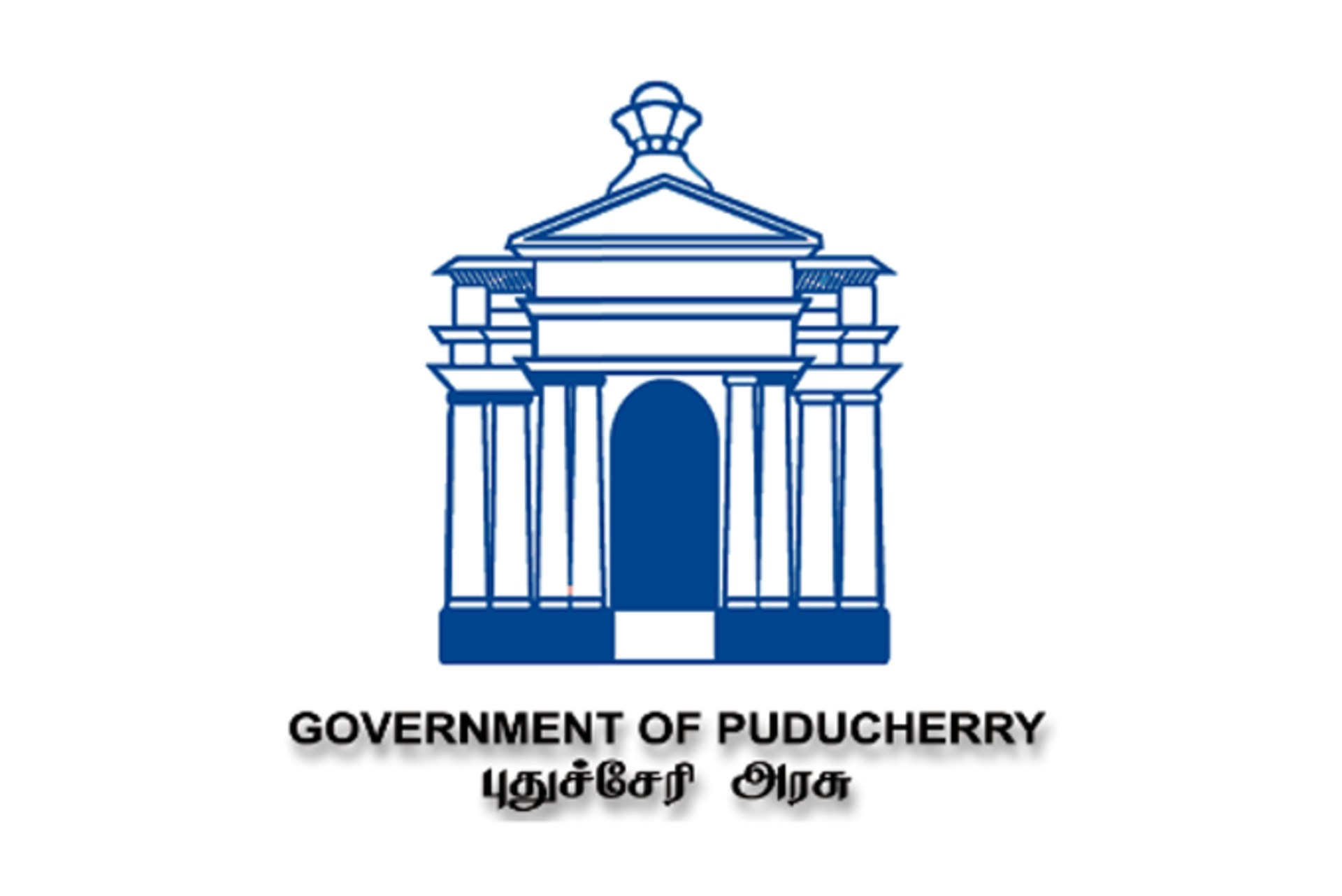
Pondicherry: Vlag